# Zenkō Suzuki
Zenkō Suzuki (鈴木 善幸, Suzuki Zenkō), né le 11 janvier 1911 à Yamada et mort le 19 juillet 2004 à Tokyo, est un homme d'État japonais, membre du Parti libéral-démocrate et 44e Premier ministre du Japon, en fonction du 17 juillet 1980 au 27 novembre 1982.